# Autenticação de dois fatores
Autenticação por dois fatores oferece identificação aos usuários através da combinação de dois componentes diferentes. Esses componentes podem ser algo que o usuário sabe, algo que o usuário possui ou algo que é inseparável do usuário. Um bom exemplo da vida cotidiana é a operação de saque em um terminal bancário de auto-atendimento. Apenas a combinação correta do cartão (algo que o usuário possui) e da senha (algo que o usuário sabe) permite a operação ser completada.

## Componentes
O uso da identificação por dois fatores para provar a identidade de alguém é baseado no fato de que ambos os fatores precisam ser utilizados e estarem corretos. Se um dos componentes for perdido ou usado incorretamente, a identidade do usuário não pode ser estabelecida livre de suspeita. Os fatores de identificação podem ser:
- algo que o usuário possui, como um pendrive, um cartão bancário, uma chave, ...,
- algo que o usuário sabe, um nome de usuário, uma senha, ... ou
- algo que não pode ser separado do usuário, como a digital, padrões da íris, ....